# Municipio de Convenience
El municipio de Convenience (en inglés: Convenience Township) es un municipio ubicado en el condado de Pope en el estado estadounidense de Arkansas. En el año 2010 tenía una población de 892 habitantes y una densidad poblacional de 18,48 personas por km².

## Geografía
El municipio de Convenience se encuentra ubicado en las coordenadas 35°20′1″N 92°56′43″O / 35.33361, -92.94528. Según la Oficina del Censo de los Estados Unidos, el municipio tiene una superficie total de 48.27 km², de la cual 48,08 km² corresponden a tierra firme y (0,39 %) 0,19 km² es agua.

## Demografía
Según el censo de 2010, había 892 personas residiendo en el municipio de Convenience. La densidad de población era de 18,48 hab./km². De los 892 habitantes, el municipio de Convenience estaba compuesto por el 93,39 % blancos, el 1,79 % eran amerindios, el 0,11 % eran asiáticos, el 0,45 % eran de otras razas y el 4,26 % eran de una mezcla de razas. Del total de la población el 2,02 % eran hispanos o latinos de cualquier raza.